# Marco Pappa
Marco Pablo Pappa Ponce (* 15. listopadu 1987, Ciudad de Guatemala) je guatemalský fotbalový útočník, který v současnosti působí v klubu Seattle Sounders. Je také guatemalským reprezentantem.

## Klubová kariéra
V profesionálním fotbale začínal v guatemalském CSD Municipal, poté působil v americkém klubu Chicago Fire hrajícím ligu Major League Soccer. Nejprve zde byl od léta 2008 do zimy 2009 na hostování z Municipalu, poté do Chicaga přestoupil. Za Chicago odehrál 112 ligových utkání v základní části (MLS Regular), vstřelil 26 gólů a přidal 16 asistencí. V playoff si pak připsal starty v dalších 4 zápasech.
Do solidní formy se dostal během svého angažmá v nizozemském klubu SC Heerenveen, kam přestoupil 30. srpna 2012.

## Reprezentační kariéra
Reprezentoval Guatemalu v mládežnických výběrech U17, U20, U21 a U23.
V A-mužstvu Guatemaly debutoval 20. srpna 2008 v kvalifikačním utkání na MS 2010 proti reprezentaci Spojených států amerických (porážka 0:1).